# The First Traveling Saleslady
The First Traveling Saleslady (pt: A Primeira Caixeira-Viajante; br: Mulheres, Sempre Mulheres) é um filme estadunidense de 1956, dos gêneros faroeste e comédia, dirigido por Arthur Lubin para a RKO Pictures e estrelado por Ginger Rogers, Carol Channing, James Arness e o jovem Clint Eastwood. 